# Mittelname
Was in Nordamerika (USA und Kanada) ein Mittelname (engl. middle name) genannt wird, heißt auf Deutsch Zwischenname. Es ist ein Personenname, der zwischen dem Vor- (Rufnamen) und Familiennamen (Nachnamen) geführt wird.
Dieser Artikel behandelt nur die Verwendung des Begriffes „Mittelname“ in Nordamerika.
Auch in Nordamerika ist ein Mittelname meistens ein weiterer gewöhnlicher Vorname, aber es werden auch Familiennamen aus der mütterlichen Linie oder Vor- oder Nachnamen von historischen Personen benutzt. Mittelnamen dieser Art sind in Kanada und den Vereinigten Staaten gebräuchlich. Die meisten Staatsangehörigen dieser beiden Länder führen einen Mittelnamen; rechtliche Verpflichtungen, dies zu tun, bestehen jedoch nicht.
Im Deutschen wird die Bezeichnung Mittelname nicht von Behörden benutzt und wird nicht im großen sechsbändigen Wörterbuch von Duden erwähnt.

## Gebrauch in Nordamerika
In US-amerikanischen und kanadischen Behördenformularen erscheinen für die Angabe von Personennamen gewöhnlich vier Eingabefelder: Vorname, Mittelname, Familienname und Namenszusatz (Beispiel: Martin Luther King, Jr.), von denen die Felder Mittelname und Namenszusatz optional sind.
Der Mittelname wird oft zum sogenannten middle initial, d. h. zum Anfangsbuchstaben des zweiten Vornamens, abgekürzt. Im praktischen Sprachgebrauch dient der Mittelname bzw. middle initial oft der Unterscheidung von Personen, die ansonsten namensgleich wären. In seltenen Fällen werden zwei Mittelnamen verwendet. So zum Beispiel bei George H. W. Bush, Vater von George W. Bush. Dessen zwei Mittelnamen stammten von seinem Großvater mütterlicherseits, George Herbert Walker. Der Gebrauch des middle initial ist so weit verbreitet, dass man in offiziellen Zusammenhängen gelegentlich auf Angaben wie „MILLER, George (NMI)“ stößt, wobei die Klammerbemerkung für „no middle initial“ steht und klarstellen soll, dass der Buchstabe nicht etwa vergessen wurde.
Wenn der Name aus Bequemlichkeitsgründen verkürzt dargestellt werden soll, ist der Mittelname meist der erste Bestandteil, der entfällt. So wird aus „Frank Lloyd Wright“ etwa „unser Nachbar Frank Wright“, „der Architekt Wright“ oder „mein Bruder Frank“. Es kommt aber auch gelegentlich vor, dass in einem Namen der Mittelname prominenter ist als der Vorname und dann letzterer abgekürzt wird oder völlig entfällt; ein Beispiel ist J. Robert Oppenheimer.

## Wahl des Mittelnamens
Oft wird ein Vorname als Mittelname gewählt, etwa der Name eines Großelternteils oder eines anderen Verwandten. In Einzelfällen wird der Mittelname zum bevorzugten Rufnamen.
Häufig kommt auch der Nachname (Geburtsname) der Mutter oder der eigene Geburtsname als Mittelname vor. In seltenen Fällen wird der Name aus erster Ehe als Mittelname verwendet.
Personen, die nach Nordamerika einwandern, verwenden, wenn sie einen Mittelnamen angeben sollen, meist einen ihrer weiteren Vornamen. Wer keine weiteren Vornamen hat, gibt keinen Mittelnamen an. Bei der Einbürgerung besteht die Möglichkeit, einen Mittelnamen, falls dieser gewünscht wird, auch rechtskräftig festzulegen; dieser Mittelname kann dann frei gewählt werden.

## Redewendung
Die englische Redewendung „[z. B. Honesty] is my middle name“ (dt. wörtlich: ‚[Ehrlichkeit] ist mein Mittelname‘; wegen der Ungebräuchlichkeit des Ausdrucks „Mittelname“ im deutschen Sprachraum allerdings idiomatisch mit ‚[Ehrlichkeit] ist mein zweiter Vorname‘ wiedergegeben) bedeutet, dass der Sprechende – ernst oder ironisch gemeint – behauptet, ein Mensch zu sein, auf den diese Eigenschaft durch und durch zutrifft.

## Beispiele

### Vornamen als Mittelname
- Willard Carroll Smith, Jr. („Will Smith“)
- Walter Bruce Willis („Bruce Willis“)
- Anna Eleanor Roosevelt („Eleanor Roosevelt“)

### Familiennamen als Mittelname
Name der Mutter als Mittelname:
- John D. Rockefeller, Sohn von William Avery Rockefeller und Eliza Davison
- John F. Kennedy, Sohn von Joseph P. Kennedy und Rose Kennedy, geb. Fitzgerald
- Jacqueline Lee Bouvier, Tochter von John Vernou Bouvier III und Janet Norton Lee

Eigener Geburtsname als Mittelname:
- Ursula K. Le Guin, geborene Kroeber, verheiratet mit Charles A. Le Guin

Name aus erster Ehe als Mittelname:
- Jacqueline Kennedy Onassis, zuerst verheiratet mit John F. Kennedy, dann mit Aristoteles Onassis